# Hóquei sobre a grama nos Jogos Olímpicos de Verão de 2008
O hóquei sobre a grama (português brasileiro) ou hóquei em campo (português europeu) nos Jogos Olímpicos de Verão de 2008 foi disputado em um período de 14 dias, entre 10 e 23 de agosto. Todas as partidas realizaram-se no campo de hóquei provisório construído no Olympic Green em Pequim, na China.

## Calendário
| Agosto               | 6 | 7 | 8 | 9 | 10 | 11 | 12 | 13 | 14 | 15 | 16 | 17 | 18 | 19 | 20 | 21 | 22 | 23 | 24 |
| -------------------- | - | - | - | - | -- | -- | -- | -- | -- | -- | -- | -- | -- | -- | -- | -- | -- | -- | -- |
| Hóquei sobre a grama |   |   |   |   |    |    |    |    |    |    |    |    |    |    |    |    | 1  | 1  |    |

|  | Dia de competição |  | Dia de final |

## Eventos
- Torneio masculino (12 eventos)
- Torneio feminino (12 eventos)

## Medalhistas
| Evento             | Ouro | Prata | Bronze |
| ------------------ | --- | --- | --- |
| Masculino detalhes | Philip Witte Maximilian Müller Sebastian Biederlack Carlos Nevado Moritz Fürste Jan-Marco Montag Tobias Hauke Tibor Weissenborn Benjamin Wess Niklas Meinert Timo Wess Oliver Korn Christopher Zeller Max Weinhold Matthias Witthaus Florian Keller Philipp Zeller GER Alemanha | Francisco Cortes Santiago Freixa Francisco Fábregas Victor Sojo Alex Fábregas Pol Amat Eduard Tubau Roc Oliva Juan Fernández Ramón Alegre Xavier Ribas Albert Sala Rodrigo Garza Sergi Enrique Eduard Arbos David Alegre ESP Espanha | Jamie Dwyer Liam de Young Rob Hammond Mark Knowles Eddie Ockenden David Guest Luke Doerner Grant Schubert Bevan George Andrew Smith Stephen Lambert Eli Matheson Matthew Wells Travis Brooks Kiel Brown Fergus Kavanagh Des Abbott AUS Austrália                                       |
| Feminino detalhes  | Maartje Goderie Maartje Paumen Naomi van As Minke Smabers Marilyn Agliotti Minke Booij Wieke Dijkstra Sophie Polkamp Ellen Hoog Lidewij Welten Lisanne de Roever Miek van Geenhuizen Eva de Goede Janneke Schopman Eefke Mulder Fatima Moreira de Melo NED Países Baixos        | Ren Ye Zhang Yimeng Gao Lihua Chen Qiuqi Zhao Yudiao Li Hongxia Cheng Hui Tang Chunling Zhou Wanfeng Ma Yibo Fu Baorong Pan Fengzhen Huang Junxia Song Qingling Li Shuang Chen Zhaoxia CHN China                                     | Paola Vukojicic Belén Succi Magdalena Aicega Mercedes Margalot Mariana Rossi Noel Barrionuevo Gisele Kañevsky Claudia Burkart Luciana Aymar Mariné Russo Mariana González Oliva Soledad García Alejandra Gulla María de la Paz Hernández Carla Rebecchi Rosario Luchetti ARG Argentina |

## Quadro de medalhas
| Ordem | País              | Medalha de ouro | Medalha de prata | Medalha de bronze |   | Ordem por total |
| ----- | ----------------- | --------------- | ---------------- | ----------------- | - | --------------- |
| 1     | GER Alemanha      | 1               |                  |                   | 1 | 1               |
| 1     | NED Países Baixos | 1               |                  |                   | 1 | 1               |
| 3     | CHN China         |                 | 1                |                   | 1 | 1               |
| 3     | ESP Espanha       |                 | 1                |                   | 1 | 1               |
| 5     | ARG Argentina     |                 |                  | 1                 | 1 | 1               |
| 5     | AUS Austrália     |                 |                  | 1                 | 1 | 1               |
| TOTAL | TOTAL             | 2               | 2                | 2                 | 6 | —               |